# 一村一製品運動
一村一製品運動（いっそんいちせいひんうんどう、One Tambon One Product ConceptあるいはOTOP、หนึ่งตำบลหนึ่งผลิตภัณฑ์）は、タイの首相であるタクシン・シナワットによって提案された地域おこし運動。町ごとに特産品を作ることで経済の活発化を図った。
日本のメディアでは「Tambon」を「村」と訳し間違えこの語が定着してしまったが、実際には村よりも上位の地方行政単位である。
この運動はおおむね国民の評価を得ているが、タクシンが次の選挙で票を獲得するため、地方の有力者を手なずけようとして行ったものであるという批判もある。